# Wendy (chanteuse)
Pour les articles homonymes, voir Wendy.
Shon Seung-wan (coréen: 손승완), dite Wendy (coréen: 웬디), née le 21 février 1994 dans l'arrondissement de Seongbuk, à Séoul, est une chanteuse connue pour faire partie du girl group sud-coréen Red Velvet.
Depuis 2021, elle est l'animatrice de sa propre émission de radio intitulée Wendy’s Young Street.

## Carrière
Elle a une sœur aînée, Son Seung-hee. Sa famille vit à Jecheon avant que Wendy ne déménage au Canada pour sa cinquième année d'étude à l'étranger, et commence à utiliser son nom anglophone, Wendy Shon. Ses parents déménagent au Canada deux ans plus tard. Au collège, Wendy étudie ensuite au Shattuck-Saint Mary de Faribault, dans le Minnesota aux États-Unis. Elle obtient de nombreux prix universitaires et mène des activités liées à la musique pendant son séjour là-bas. Elle devient également active dans le théâtre, la chorale et les sports, étant membre de l'équipe féminine de golf. Elle étudiera ensuite à la Richmond Hill High School en Ontario, où elle devient membre de la chorale de l'école.
Wendy déclare que sa passion pour la musique vient de ses parents amateurs de musique. Outre son talent dans le chant, elle est également capable de jouer différents instruments tels que le piano, la guitare, la flûte et le saxophone. En 2010, elle auditionne pour les Koreaboo: Cube Global Entertainment Auditions 2011 par Internet, et est choisie parmi plus de 5 000 vidéos par Koreaboo et Cube Entertainment afin de participer à la finale à Vancouver, Canada. G.NA a personnellement choisi les 15 candidats finalistes avec Koreaboo pour faire la première partie de son premier show-case solo, tenue à Vancouver, Canada. En 2012, elle a intégré la SM après avoir auditionné au SM Global Audition au Canada.
Le 14 mars 2014, Wendy publie la chanson Because I Love You, qui fait partie de la bande originale du drama Mnet, intitulé Mimi. Elle apparaît également dans le clip vidéo de la chanson.
Wendy débute officiellement sa carrière en août 2014 en tant que membre du girl group Red Velvet.
À partir de juillet 2021, Wendy est l'animatrice de sa propre émission de radio intitulée Wendy’s Young Street et diffusée sur SBS Power FM. Elle occupe ce rôle pendant 2 ans puis est remplacée par Kwon Eun-bi. En août 2024, elle retourne à l'animation de l'émission.
Le 4 avril 2025, SM Entertainment annonce que Wendy a décidé de ne pas renouveler son contrat avec le label, mettant ainsi fin à celui-ci. Néanmoins, l'agence a assuré que Wendy continuera de promouvoir en tant que membre de Red Velvet.  À la suite de cela, elle signe avec le nouveau label ASND.

## Discographie

### Mini-albums (EP)
| Année | Titre         | Détails                                                    | Classement | Ventes                |
| Année | Titre         | Détails                                                    | COR        | Ventes                |
| ----- | ------------- | ---------------------------------------------------------- | ---------- | --------------------- |
| 2021  | Like Water    | - Date de sortie : 5 avril 2021 - Label : SM Entertainment | 4          | COR : plus de 183 000 |
| 2024  | Wish You Hell | - Date de sortie : 12 mars 2024 - Label : SM Entertainment | 2          | COR : plus de 143 000 |

### Singles

#### En solo
| Année | Titre                | Classement | Album         |
| Année | Titre                | COR        | Album         |
| ----- | -------------------- | ---------- | ------------- |
| 2021  | Like Water           | 54         | Like Water    |
| 2021  | When This Rain Stops | 91         | Like Water    |
| 2024  | Wish You Hell        | 106        | Wish You Hell |

#### En collaboration
- 2016 : Spring Love (avec Eric Nam)
- 2016 : Have Yourself a Merry Little Christmas (avec Moon Jung-jae et Nile Lee)
- 2016 : Sound of Your Heart (avec Yesung, Sunny, Luna, Seulgi, Taeil, Doyoung, et Steve Barakatt)
- 2017 : Doll (avec Kangta et Seulgi)
- 2017 : The Little Match Girl (avec Baek A-yeon)
- 2018 : One Summer (avec Yang Da-il)
- 2018 : Written in the Stars (avec John Legend)
- 2021 : Be Deep (avec Son Tae-jin)
- 2021 : Airport Goodbyes (avec The Black Skirts)
- 2023 : Miracle (avec MeloMance)

#### En featuring
- 2016 : Vente Pa' Ca (English Version) (Ricky Martin feat. Wendy)
- 2020 : Be Your Enemy (Taemin feat. Wendy)
- 2023 : Move Mood Mode (Taeyong feat. Wendy)
- 2024 : Cheese (Suho feat. Wendy)
- 2024 : Heart on the Window (Jin feat. Wendy)

## Filmographie

### Films
| Année | Titre                           | Rôle          | Note(s)                         | Réf.   |
| ----- | ------------------------------- | ------------- | ------------------------------- | ------ |
| 2020  | Les Trolls 2 : Tournée mondiale | Poppy et Wani | Rôle principal, doublage coréen | [ 16 ] |
| 2023  | Les Trolls 3                    | Poppy         | Rôle principal, doublage coréen | [ 16 ] |

## Émissions

### Émissions télévisées
| Année | Titre                              | Titre original                 | Chaîne       | Rôle                         | Réf.   |
| ----- | ---------------------------------- | ------------------------------ | ------------ | ---------------------------- | ------ |
| 2021  | Mysterious Record Shop             | 배달가요-신비한 레코드샵       | JTBC         | Animatrice                   | [ 17 ] |
| 2021  | Saturday Night Live Korea          | SNL 코리아 리부트              | Coupang Play | Membre du casting (saison 1) | [ 18 ] |
| 2024  | Build Up: Vocal Boy Group Survival | 빌드업: 보컬 보이그룹 서바이벌 | Mnet         | Juge                         | [ 19 ] |
| 2024  | The Ddanddara                      | 더 딴따라                      | KBS2         | Mentor                       | [ 20 ] |